# Nova Štifta, Gornji Grad
Nova Štifta je naselje v Občini Gornji Grad. Ustanovljeno je bilo leta 2005 iz dela ozemlja naselja Dol (Zgornji Dol) ter pred tem samostojnih naselij Tirosek in Šmiklavž, vključuje pa še zaselke Zlato polje, Mušja vas, Citrovka, medtem ko ostali zaselki nosijo tradicionalna hišna imena. Leta 2015 je imelo 627 prebivalcev, 10 let kasneje pa le še 585.